# 慶熙サイバー大学校
慶熙サイバー大学校（ハングル: 경희사이버대학교; ハンチャ: 慶熙사이버大學校）とは、オンラインの学士号および修士号プログラムを提供する大韓民国のオンライン大学である。2001年に設立され、教育部と韓国能率協会の両方から韓国最高のサイバー大学として認められている。略称はKHCU。
慶熙サイバー大学は、幼稚園から大学院まで総合教育を提供する慶熙大学システムの一部である。サイバー大学とそのプログラムは、70年以上の歴史と専門知識を持つ私立大学である慶熙大学校（KHC）の伝統と知識に基づいて構築されている。

## 校史
慶熙サイバー大学は、慶熙大学システムによる最初のオンラインでの取り組みとして2001年3月3日に設立された。
2018年、慶熙サイバー大学は2018年韓国顧客満足度＆パワーブランド賞でオンライン教育部門の大賞を受賞した。

## 組織

### 学部
- 統合ソフトウェア（英語版）・デザイン学部
- 未来人間科学部
- 医学・韓医学部
- ヒューマニタス（英語版）学部
- 社会福祉学部
- アートスポーツ学部
- 国際言語・文化学部
- 文化・コミュニケーション学部
- 経営学部
- 金融・不動産学部
- ホスピタリティマネジメント・観光・外食産業学部
- リベラル・アーツ学部

出典:

## 提携校
慶熙サイバー大学校には現在、アジア全域に38のパートナー大学または機関があり、北米に14校、南米に5校、オセアニアに5校、ヨーロッパに6校、および国際提携校が4校ある。

## 出身者
韓国のエンターテインメント業界では、スケジュールが不安定で長いことが多いため、韓国の歌手、俳優、女優たちは、特定の時間や空間に制限されない代替手段としてサイバー大学に入学している。
以下に慶熙サイバー大学を卒業した、または在学中の歌手、俳優、女優を示す。
- バン・ヨングク (B.A.P)
- ベクヒョン (Exo)
- チャ・フン (N.Flying)
- キュヒョン  (SUPER JUNIOR)
- チェ・ミンファン (F.T. Island)
- チェ・ソンボン（英語版）
- ド・ギョンス (Exo)
- ハン・ウンジョン
- ホ・ソルジ (EXID)
- I.M (Monsta X)
- チャン・ヒジン
- ジョン・ヨンファ (CNBLUE)
- カン・ダニエル
- カン・ミンヒョク (CNBLUE)
- キム・ヒョンジュン (SS501)
- キム・ジェヒョン (N.Flying)
- ジェジュン (JYJ)
- キム・ジョンデ (Exo)
- スホ (Exo)
- キム・キュジョン (SS501)
- ホ・ヨンセン (SS501)
- イ・ドンゴン
- イ・ホンギ (F.T. Island)
- イ・ジェジン (F.T. Island)
- イ・ジョンヒョン (CNBLUE)
- イ・ジュン (MBLAQ)
- イ・ジョンシン (CNBLUE)
- ミル (MBLAQ)
- オ・ジョンヒョク（英語版） (Click-B)
- カンフ (Click-B)
- ウ・ヨンソク (Click-B)
- チャンヨル (Exo)
- ユチョン (JYJ)
- ソン・スンヒョン (F.T. Island)
- ヤン・スンホ (MBLAQ)
- ユテヤン (SF9)
- ユン・ドゥジュン (Highlight)
- ユン・ウネ (Baby V.O.X)